# 円観
円観（えんかん、弘安4年閏7月17日（1281年9月1日）- 正平11年/延文元年3月1日（1356年4月2日））は、鎌倉時代後期から南北朝時代にかけての天台宗の僧。字は慧鎮（えちん）。常用漢字を使って恵鎮と書かれることも多い。後伏見・花園・後醍醐・光厳・光明天皇の5帝に戒を授けたために「五国大師」の異名を得た。

## 略歴
近江国浅井郡今西荘（現：滋賀県長浜市湖北町今西）で生まれる。永仁3年（1295年）、比叡山延暦寺に入寺して授戒を受けて大乗戒である円頓戒を学んだ。官僧としてもらい受けた名は、伊予房道政であった。だが、官僧の世界に飽き足らず、嘉元元年（1303年）ころ、比叡山を降りて遁世し、禅僧となる。翌年、黒谷にもどり、嘉元3年（1305年）ころ、師の興円にしたがって再度遁世し、北白川に律院（元応寺）を建立し、円頓戒の宣揚につとめた。
後に後醍醐天皇の帰依を受けて嘉暦元年（1326年）には京都法勝寺の勧進職となり同寺の再興に務め、その功績によってそのまま住持となった。文観・忠円らとともに後醍醐天皇の倒幕計画に参画し、延暦寺・東大寺・興福寺など大寺の僧兵を募って北条氏を調伏するための祈祷を行った。元徳3年/元弘元年（1331年）、倒幕計画が幕府側に知られて六波羅に逮捕され、陸奥国への流罪に処せられた（元弘の乱）。
建武元年（1334年）にはじまる建武の新政では罪を赦され法勝寺に戻り東大寺大勧進職に任じられたが、朝廷が分裂すると北朝側について活躍した。
著書については円頓戒に関するものを多く残している。また、遠国四戒壇（鎌倉宝戒寺・加賀国薬師寺・伊予国等妙寺・筑紫国鎮弘寺）に円頓戒の道場を開くことができたのは円観の力によるものとされる。円観の系統（恵鎮門流）は光宗・惟賢・運海らに継承され、天台宗を奉じながらも戦国期まで延暦寺とは別の集団を形成していたと考えられている。
円観はまた、原『太平記』（30余巻本）編纂の責任者であった。今川貞世『難太平記』には法勝寺に在住していた円観が『太平記』三十余巻を足利直義に見せたと記されている。